# Europass (voetbal)

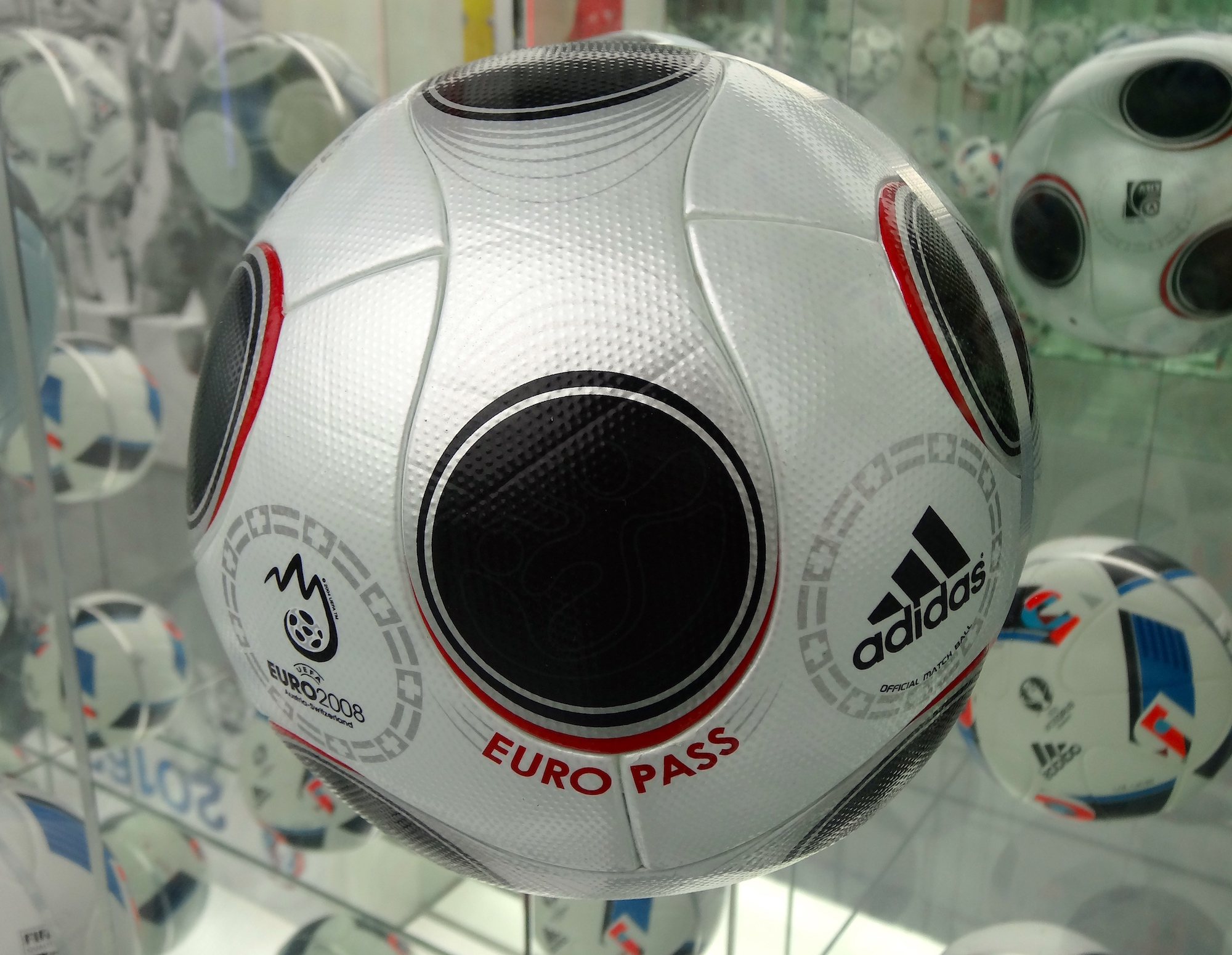
De Adidas Europass (editie EK 2008)

De Europass is de officiële bal van het Europees kampioenschap voetbal 2008, ontworpen door adidas. Voorafgaand aan elk Europees kampioenschap voetbal mannen wordt een nieuwe bal ontworpen.
Voor elke wedstrijd van het EK wordt een nieuwe bal gebruikt, met hierin de naam van deelnemende landen aan de wedstrijd. Uiteraard is één bal niet genoeg voor de wedstrijd, want er zullen altijd wel een paar ballen door toeschouwers van de wedstrijd meegenomen worden, lek getrapt worden e.d. Om deze reden liggen er langs en rondom het veld nog ruim 50 andere ballen die ook de naam van de deelnemende landen erin hebben staan.
De Europass bestaat net zoals de Adidas Teamgeist, die gebruikt werd op het WK 2006, uit 14 vlakstukken in plaats van 32.

## Soorten
Er zijn verschillende typen te onderscheiden tussen de verschillende Europasses.

### Standaard
De Standaard Europass is degene die op Euro 2008 werd gebruikt. Deze bestaat zoals al genoemd uit 14 Vlakstukken. Deze bal is oorspronkelijk gemaakt als EK Only (alleen voor het EK), maar al gauw werd deze voor een prijs van €110,- verkocht in sportwinkels.

#### Replique
De Standaard Replique is de gewone bal met de namen van de landen zoals die gebruikt worden in de wedstrijd, alleen in dit geval met het woordje Replique eronder zodat je ziet dat de bal niet afkomstig is van een echte wedstrijd, en wordt verkocht voor een prijs van €25,- tot €30,-

### Replique
De Europass Replique is de versie die wel al oorspronkelijk bedoeld was voor de verkoop. Daarom is deze ook te koop voor een prijs tussen de €15,- en €25,-. Deze bal heeft echter wel het nadeel tegenover de Standaard dat deze wel 32 vlakken heeft en niet zo rond is als de officiële Europass.

### Gloria
De Europass Gloria is een speciaal ontworpen zilveren bal en zal alleen gebruikt worden tijdens de finale van Euro 2008.
Volgens Adidas is dit de perfecte bal.
De finale waarbij de Gloria gebruikt zal worden is op 29 juni 2008. Met de deelnemende teams Duitsland - Spanje.
In Wenen, om 20:45 zal de wedstrijd met de Gloria beginnen.
Wedstrijdverslag: Finale met de Gloria

#### Mini
Er is ook een Gloria Mini uitgebracht. Deze is Size 1 en wordt verkocht voor 15 a 20 euro.

##### Replique
De Mini Replique is de oorspronkelijke Gloria in mini formaat op Size 1 die wel voor handel was bedoeld. Deze wordt verkocht voor ongeveer 10 euro.

#### Replique
Ook van de Gloria die gebruikt werd in de finale is een te kopen versie. Dit is een bal met 32 vlakken, die er verder hetzelfde uitziet als de Gloria. echter staat er alleen nog als kenmerk dat het een uitgave is het woordje Replique op.

### Mini
De Europass Mini is een kleine versie van de Europass. Het is een type size 0. De prijs hiervan staat ongeveer op €8,-.

#### Size
De Mini is in verschillende groottes uitgebracht. Zo is de standaard (Zie hierboven) Size 1. Maar is er ook nog Size 2, Size 3 en Size 4 gemaakt.
Er is geen Size 5 omdat dit een normaal formaat bal is.

### Glider
De Europass Glider is de Europass,met 32 vlakken, alleen dan in allerlei variërende kleuren. Zo heb je er bijvoorbeeld:
- Grijze bal met groene "Vlakken"
- Zwarte bal met wit-grijzige vlakken
- Gele bal met rode vlakken
- Zwarte bal met rode vlakken

### Real Madrid
Overigens is er een Europass met het Real Madrid logo erop geprint.

#### Real Madrid
Lijkt op de gewone Europass Replique, maar heeft het logo van Real Madrid erop geprint.

#### Metallic
De Europass Metallic is de Europass model Glider, Met Goud-glanzende bal, met witte vlakken. Hier staat tevens het Real Madrid logo op geprint.

## Kritiek
Enkele keepers, waaronder de Italiaanse doelmannen Gianluigi Buffon en Marco Amelia, de Duitser Jens Lehmann en de Tsjech Petr Čech, klaagden dat de bal te veel zou zwabberen, waardoor de bal moeilijker te pakken is, vooral bij afstandschoten.
Er wordt ook door veel klanten geklaagd dat de Replique te snel lek geschoten wordt, en vaak al zo wordt verkocht of te koop wordt aangeboden.